# El joc del segle
El joc del segle va ser un programa emès per TV3 dirigit per Joaquim Maria Puyal i presentat per Xarli Diego que es va emetre per primer cop el 3 d'octubre de 1991. Consistia en un concurs de preguntes i respostes sobre les grans notícies i personatges que han marcat el desenvolupament del segle xx. Entre els col·laboradors del programa hi havia el crupier, Julian Grange Davies, més conegut com «el senyor Davies», un equatoguineà que afirmava cofoi que era «el primer negre que va parlar en català a TV3»; la Vanessa, una hostessa eixelebrada encarnada per Lloll Bertran que seguia les ordres de la veu d'Antoni Bassas i exposava les excel·lències d'alguns objectes; Jordi LP, el Mag Marià, Imma Colomer i Miquel Calçada. Es va deixar d'emetre el 26 de juny de 1993.
El 1999, inspirat en el programa, Puyal i Manuel Vázquez Montalbán van promoure l'edició d'una versió del joc en forma de joc de taula editat per l'editora Disset i distribuïda per Edicions 62.

## Premis
Lloll Bertran va guanyar un dels Premis Ondas 1992 pel seu paper al programa. També va estar nominada al Fotogramas de Plata 1992.